# Königlich Bayerisches 21. Infanterie-Regiment „Großherzog Friedrich Franz IV. von Mecklenburg-Schwerin“
Das 21. Infanterie-Regiment „Großherzog Friedrich Franz IV. von Mecklenburg-Schwerin“ war ein Infanterieverband der Bayerischen Armee.

## Geschichte

### Aufstellung und Entwicklung

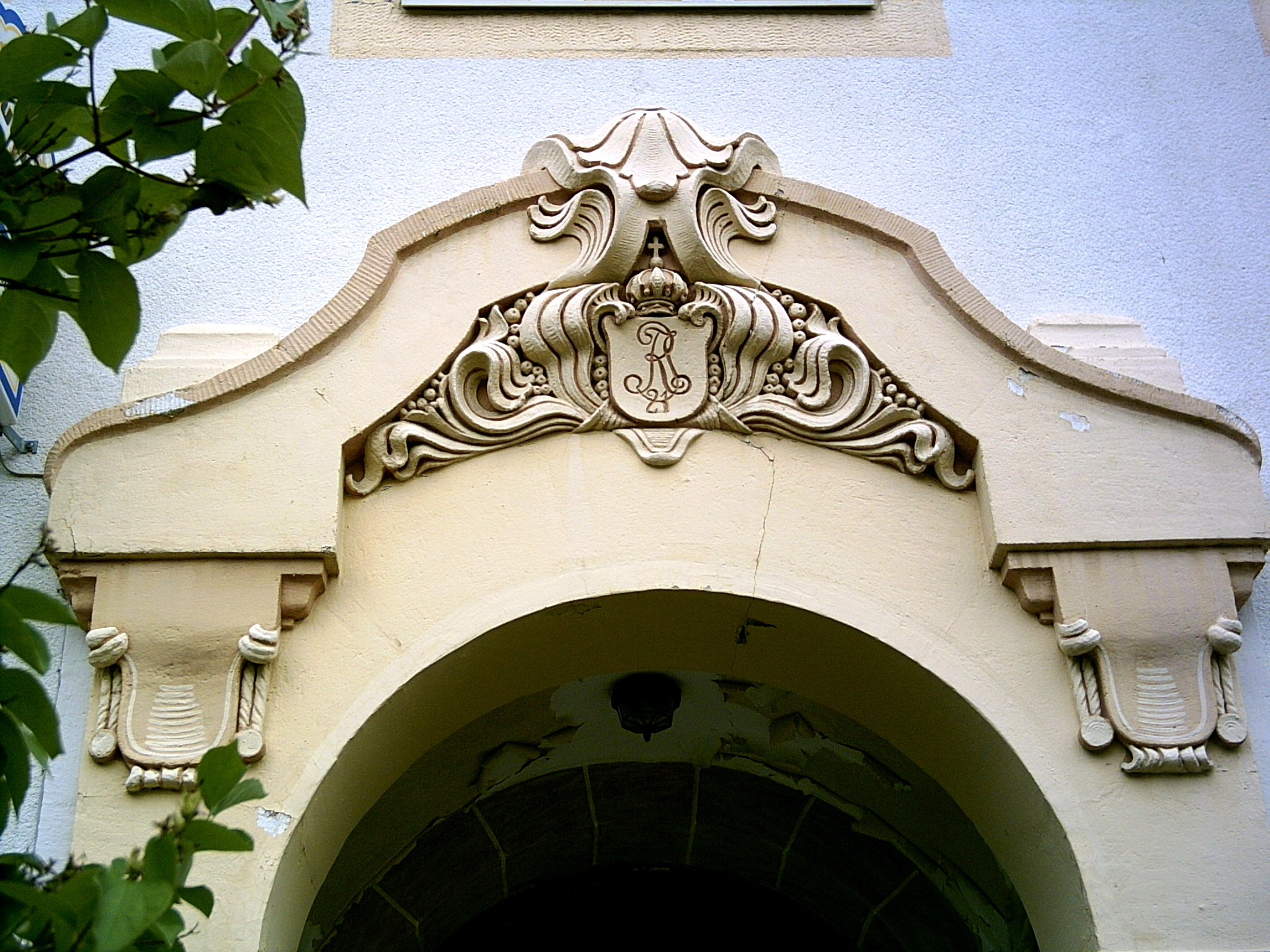
Ehemaliges Kasino in Fürth

Der Verband wurde nach einer Entschließung vom 20. September 1896 am 1. April 1897 aus den IV. (Halb)Bataillonen des 6., 10., 11., 14., 15. und 19. Infanterie-Regiment aufgestellt. Stationiert war der Stab und das I. Bataillon in Fürth, das II. Bataillon lag in Sulzbach.
Gemeinsam mit dem 14. Infanterie-Regiment bildete der Verband die 9. Infanterie-Brigade in Nürnberg. Sie war der 5. Division des III. Armee-Korps unterstellt.

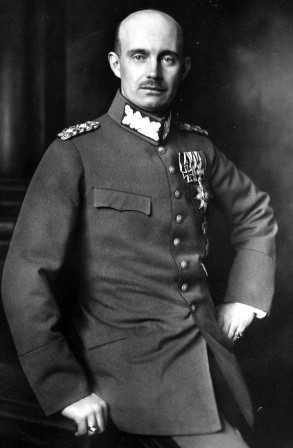
Der Regimentsinhaber Großherzog Friedrich Franz IV.

Am 7. November 1911 wurde Großherzog Friedrich Franz IV. von Mecklenburg-Schwerin zum Regimentsinhaber ernannt und der Verband führte daher ab diesem Zeitpunkt seinen Namen als Zusatz.

### Erster Weltkrieg
Zu Beginn des Ersten Weltkriegs trat das Regiment am 6. August 1914, als Teil der 6. Armee, in Gefechtsstärke von 68 Offizieren, drei Zahlmeistern, sechs Sanitätsoffizieren und 3.240 Unteroffiziere und Mannschaften sowie 160 Pferden in Frankreich an und verblieb an der Westfront bis zum Kriegsende. Seit 20. Januar 1917 war sie der 10. Infanterie-Brigade unterstellt gewesen.
Während des Ersten Weltkriegs hatte das Regiment zu beklagen an
- Toten: 82 Offiziere, zwei Sanitätsoffiziere, ein Beamter, 326 Unteroffiziere und 2.390 Mannschaften
- Vermissten: zwei Offiziere, zehn Unteroffiziere und 163 Mannschaften
- durch Krankheiten/Unfall Verstorbenen: zehn Offiziere, vier Sanitätsoffiziere, 101 Unteroffiziere und 610 Mannschaften

Am Ende des Krieges befanden sich zehn Offiziere, 70 Unteroffiziere und 503 Mannschaften in Gefangenschaft.

### Verbleib
Nach dem Waffenstillstand von Compiègne marschierten die Reste des Regiments in die Heimat zurück und wurden ab 16. Dezember 1918 in Fürth demobilisiert und anschließend aufgelöst. Aus Teilen bildete sich ein Sicherheitsbataillon, auch Volkswehr-Bataillon „Fürth“ genannt, mit vier Kompanien und einer MG-Kompanie. Dieses war ab Juni 1919 als Grenzschutz-Bataillon „Gahr“ im Grenzschutz Böhmen tätig und wurde zum 31. Juli 1919 aufgelöst. Es fand keine Übernahme in die Vorläufige Reichswehr statt.
Die Tradition übernahm in der Reichswehr durch Erlass des Chefs der Heeresleitung General der Infanterie Hans von Seeckt vom 24. August 1921 die 6. Kompanie des 21. (Bayerisches) Infanterie-Regiments in Nürnberg. In der Wehrmacht setzte das I. Bataillon des Infanterieregiments 21 in Fürth die Tradition fort.

## Kommandeure
| Dienstgrad     | Name                              | Datum                                   |
| -------------- | --------------------------------- | --------------------------------------- |
| Oberst         | Wilhelm Binder                    | 01. April 1897 bis 20. Juli 1900        |
| Oberst         | Eduard Hagen                      | 21. Juli 1900 bis 15. Juli 1903         |
| Oberst         | Oskar Fritsch                     | 16. Juli 1903 bis 10. Juni 1905         |
| Oberst         | Karl Käuffer                      | 11. Juni 1905 bis 11. August 1908       |
| Oberst         | Ernst Rist                        | 12. August 1908 bis 22. Oktober 1910    |
| Oberst         | Otto Rauchenberger                | 23. Oktober 1910 bis 30. September 1913 |
| Oberst         | Wilhelm Kleemann                  | 01. Oktober 1913 bis 20. September 1914 |
| Oberst         | Karl Reber                        | 21. September 1914 bis 7. Februar 1917  |
| Oberstleutnant | Wilhelm von Ostini                | 08. Februar bis 26. Juni 1917           |
| Oberstleutnant | Chrysanth Schöttl                 | 27. Juli 1917 bis 10. Januar 1918       |
| Major          | Karl Hacker                       | 11. Januar bis 21. September 1918       |
| Oberstleutnant | Karl von Düwell                   | 22. September bis 17. Oktober 1918      |
| Major          | Ferdinand von Ruef auf Hauzendorf | 18. Oktober 1918 bis Auflösung          |